# Hugh Roe O'Donnell
Pour les articles homonymes, voir O'Donnell.
Hugh Roe O'Donnell, en irlandais : Aodh Ruadh Uî Domhnaill, né en 1572 et mort le 10 septembre 1602) fut le prince de Tyrconnell, qui prit la tête d'une rébellion contre le gouvernement anglais d'Irlande à partir de 1593, et qui, de 1595 à 1603, aida à mener la guerre de Neuf Ans en Irlande, une révolte dirigée contre l'occupation anglaise.

## Jeunesse, emprisonnement et évasion
Hugh Roe O'Donnell naquit en 1572. Il était le petit-fils du roi de Tir Connaill, Maghnus mac Aodha Duibh Ó Domhnaill, et le fils aîné de Hugh O'Donnell et d'Ineen Dubh, fille de James MacDonald, Lord des Îles,. Il participa pour la première fois à une action militaire à l'âge de 12 ans, en 1584, lorsqu'il accompagna O'Gallagher lors d'une attaque de Breiffny O'Rourke. Sa mère étant écossaise, il était alors considéré avec suspicion comme un étranger à l'intérieur de son propre clan. Mais sa position se consolida après un projet de mariage entre lui et une fille de Hugh O'Neill, comte de Tyrone. Pour tenter d'empêcher cette alliance entre les clans O'Donnell et O'Neill, qu'il estimait contraire aux intérêts de la Couronne, Sir John Perrot le fit enlever à l'âge de 15 ans. Cette opération fut menée par Nicholas Barnes, capitaine du Matthew, qui attira à bord de son navire Hugh Roe O'Donnell et ses compagnons sous le prétexte de goûter du vin espagnol qu'il prétendait vendre. Une fois les captifs maîtrisés, le navire fit voile vers Dublin. Pour cet enlèvement, Barnes reçut une récompense de 100 livres,. Hugh Roe O'Donnell fut emprisonné au château de Dublin en septembre 1587. Il s'en échappa brièvement en 1591, mais fut repris quelques jours plus tard, trahi par un ami, ancien compagnon de cellule, Phelim O'Toole. Il parvint finalement à s'enfuir en janvier 1592 avec l'aide de son allié Hugh O'Neill, qui avait organisé son évasion de Dublin jusqu'aux montagnes de Wicklow au plus fort de l'hiver, en soudoyant les gardiens. Il atteignit avec succès la forteresse de Fiach McHugh O'Byrne, un autre allié d'O'Neill de Glenmalure, où il trouva refuge, alors qu'un de ses compagnons d'évasion, Art O'Neill, était mort de froid dans les montagnes, « s'étant endormi du sommeil qui ne connaît pas de réveil ». Lui-même perdit ses deux gros orteils à cause de gelures. Hugh O'Donnell et ses deux compagnons, les frères Art et Shane O'Neill, sont les seuls prisonniers à s'être jamais échappés du château de Dublin.

## La guerre de Neuf Ans
À son retour en Ulster, bien qu'il n'eût pas 20 ans, il fut choisi unanimement pour prendre la tête du clan O'Donnell, appelé aussi « clan Dalaigh de la tribu Cenel Connaill, venant de la dynastie des hauts-rois d'Irlande, elle-même issue d'Érimón. En 1592, il devint « Le O'Donnell », seigneur du Tyrconnel (le Donegal actuel), après l'abdication de son père, Hugh O'Donnell, en sa faveur cette année-là, à cause de son âge et de sa faiblesse. Après avoir expulsé le shérif de la Couronne hors de Tyrconnell, il mena avec succès en 1593 deux expéditions contre Turlough Luineach O'Neill, afin que ce dernier abandonnât sa chefferie en faveur d'Hugh O'Neill. À ce moment-là, O'Neill n'avait pas encore rejoint O'Donnell dans une rébellion ouverte, alors qu'il le finançait secrètement, afin de renforcer sa position dans les négociations avec les Anglais. O'Donnell était déjà entré en contact avec Philippe II d'Espagne pour lui demander une aide militaire.
Se déclarant en rébellion ouverte contre les Anglais l'année suivante, les forces d'O'Donnell s'emparèrent du Connacht, depuis le comté de Sligo jusqu'au comté de Leitrim en 1595. Cette année-là, Hugh O'Neill, comte de Tyrone, abandonna la négociation avec les Anglais, et, en 1596, les armées combinées des O'Neill et des O'Donnell battirent une armée anglaise, commandée par Sir Henry Bagenal, à la bataille de Clontibret.
Cependant, leur plus grande victoire vint deux ans plus tard, en août 1598, à la bataille de Yellow Ford, sur la rivière Blackwater, près de la frontière sud du Tyrone. Au cours de cette bataille, les Irlandais anéantirent une armée anglaise venue libérer Armagh. Ils parurent alors sur le point d'expulser totalement les Anglais hors d'Irlande. O'Neill se rendit alors dans le sud pour s'assurer de l'allégeance des nobles irlandais du Munster, pendant qu'O'Donnell ravageait le Connacht, en y chassant la petite colonie anglaise installée là.
Pourtant, pendant les deux années suivantes, le déploiement de milliers de soldats anglais supplémentaires dans le pays mit O'Donnell et O'Neill en difficulté. Bien qu'O'Donnell repoussât une expédition anglaise vers l'ouest de l'Ulster lors de la Curlew Pass de sa position, en 1599, contre l'armée du comte d'Essex Robert Devereux, ainsi que celle d'O'Neill, devenait de plus en plus défensive. Mais, pour O'Donnell, pire encore que les offensives anglaises était la défection de son parent, Niall Garve O'Donnell, en faveur des Anglais, en échange de leur soutien à sa candidature à la chefferie des O'Donnell. Le revirement de Niall Garve O'Donnell permit aux Anglais de débarquer une armée à Derry, au cœur même du territoire d'O'Donnell.
O'Neill et O'Donnell comprirent tous deux qu'ils ne pourraient gagner la guerre de manière décisive que grâce à une invasion espagnole. Celle-ci débarqua enfin, en septembre 1601, à Kinsale, à l'extrême-sud de l'Irlande, quasiment à l'opposé des rebelles de l'Ulster. O'Donnell mena son armée à marche forcée, parcourant souvent plus de 60 kilomètres par jour, afin de rejoindre O'Neill et le général espagnol Don Juan d'Aguila à Kinsale. Il y arriva au début de décembre 1601.
En cours de route, fidèle à ses compagnons d'armes et à la devise de l'empereur Constantin, « Par ce signe, tu vaincras », et en prévision de la bataille à venir à Kinsale, il alla voir et adora une relique de la Vraie Croix, le jour de la fête de saint André, le 30 novembre 1601, à Holy Cross Abbey. Cette abbaye était un point de ralliement des défenseurs de la liberté religieuse et de la souveraineté irlandaise. De là, il envoya une expédition à Ardfert dans le comté de Kerry, remporter une victoire rapide, afin de récupérer le territoire de son allié, Fitzmaurice, baron de Kerry, qui l'avait perdu au bénéfice de Sir Charles Wilmot. Il laissa à Ardfert quelques-uns de ses parents, afin de garder la baronnie de Clanmaurice.
Lors de la bataille de Kinsale les 5 et 6 janvier 1602, les forces combinées de d'Aguila, d'O'Neill et d'O'Donnell furent battues par les troupes de Sir Charles Blount, Lord Mountjoy.

## Fuite en Espagne et mort
Après la défaite irlandaise de Kinsale, O'Donnell s'embarqua pour l'Espagne dans le but de s'assurer le soutien de Philippe III d'Espagne. Celui-ci le reçut chaleureusement, et lui promit ample assistance en hommes et en argent. Mais, après avoir attendu vainement pendant 9 mois, à La Corogne, la réalisation de la promesse royale, il ne put patienter davantage et se mit en route pour Valladolid, où séjournait le roi. En cours de route, il fut saisi de fièvre, et mourut le 10 septembre 1602 à l'âge de 29 ans au château de Simancas. Sa mort annula les plans des Espagnols d'envoi d'une nouvelle aide aux Irlandais. Bien qu'il ait été communément soutenu qu'il fut empoisonné – un certain James Blake de Galway a souvent été désigné comme son assassin : après s'en être fait un ami, il l'aurait empoisonné pour le compte des Anglais – on pense en général maintenant qu'il serait mort d'une cestode.
Il fut enterré dans la salle capitulaire du monastère franciscain de Valladolid. Mais le bâtiment ayant été détruit au XIXe siècle, l'emplacement exact de sa tombe fut longtemps inconnu. Le 28 mai 2020, des fouilles rue de la Constitution à Valladolid permirent de découvrir deux cercueils et des restes humains qui pourraient lui être attribués (l'autre cercueil étant peut-être celui de Christophe Colomb). Son frère Rory O'Donnell lui succéda à la tête du clan O'Donnell et comme seigneur de Tyrconnel.
Sa noblesse et son engagement religieux pour le catholicisme ont été couverts d'éloges dans les écrits irlandais du début du XVIIe siècle, notamment dans les Annales des quatre maîtres et dans Beatha Aodh Rua O Domhnaill (La vie de Hugh Roe O'Donnell) par Lughaidh O Cleirigh. Bien que sa réputation posthume ait été éclipsée par celle de son allié Hugh O'Neill, ses capacités militaires et de commandement furent remarquables. Sa personnalité semble avoir été particulièrement magnétique, et les sources contemporaines sont unanimes pour louer son habileté oratoire.
En 1991, une plaque commémorative, installée à sa mémoire dans le château de Simancas, a été inaugurée par Don Leopoldo Ó Donnell, duc de Tétouan.

## Dans la culture populaire
- Hugh Roe O'Donnell fut le personnage principal du livre de Robert Reilly (The Fighting Prince of Donegal), adapté par Walt Disney Pictures au cinéma en 1966 sous le nom Le Prince Donegal. Ce film retrace l'action de O'Donnell durant la guerre de neuf ans ;
- Il fut aussi l'un des personnages principaux de la pièce de Brian Friel, Making History, en 1989 ;
- Hugh Roe O'Donnell joue un rôle important dans le roman de Maurice Walsh, Blackcock's Feather.